# Saarbahn

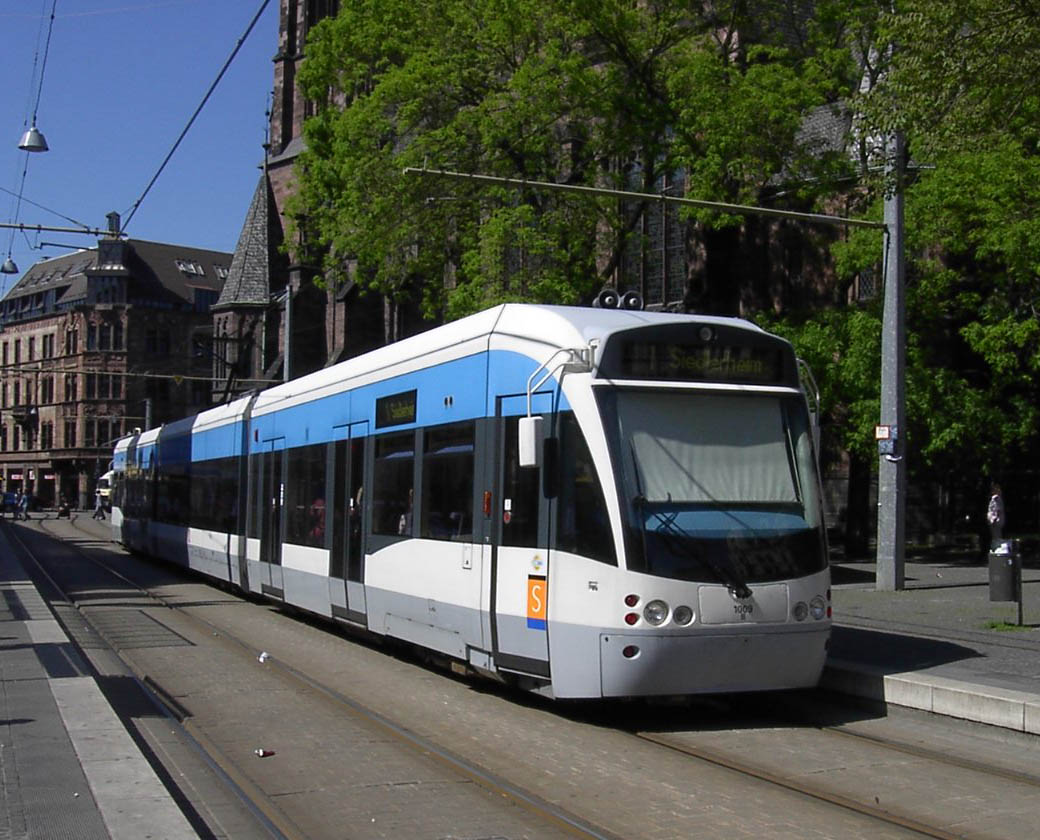
Egy Bombardier Flexity Link motorvonat a hálózaton

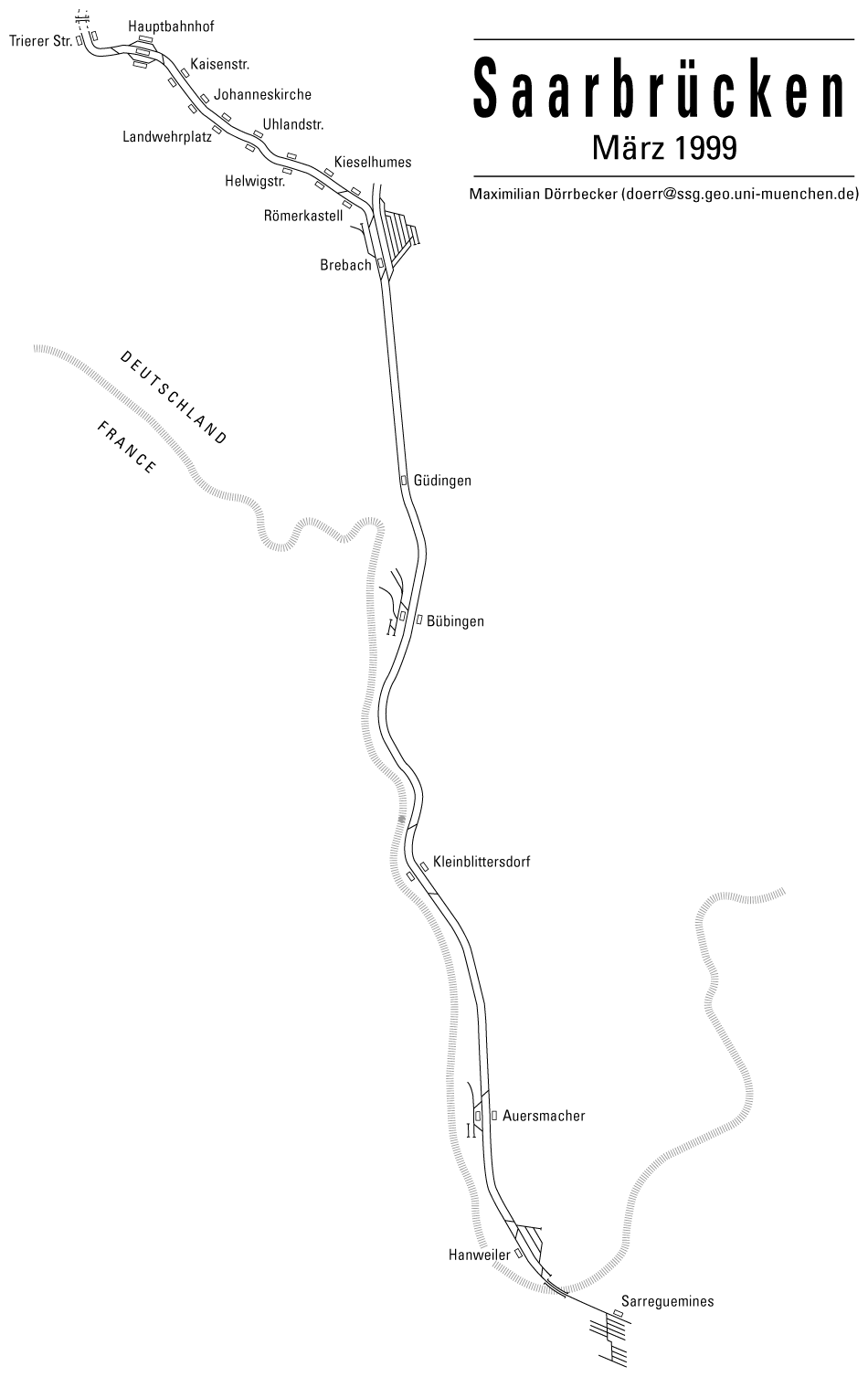
A hálózat

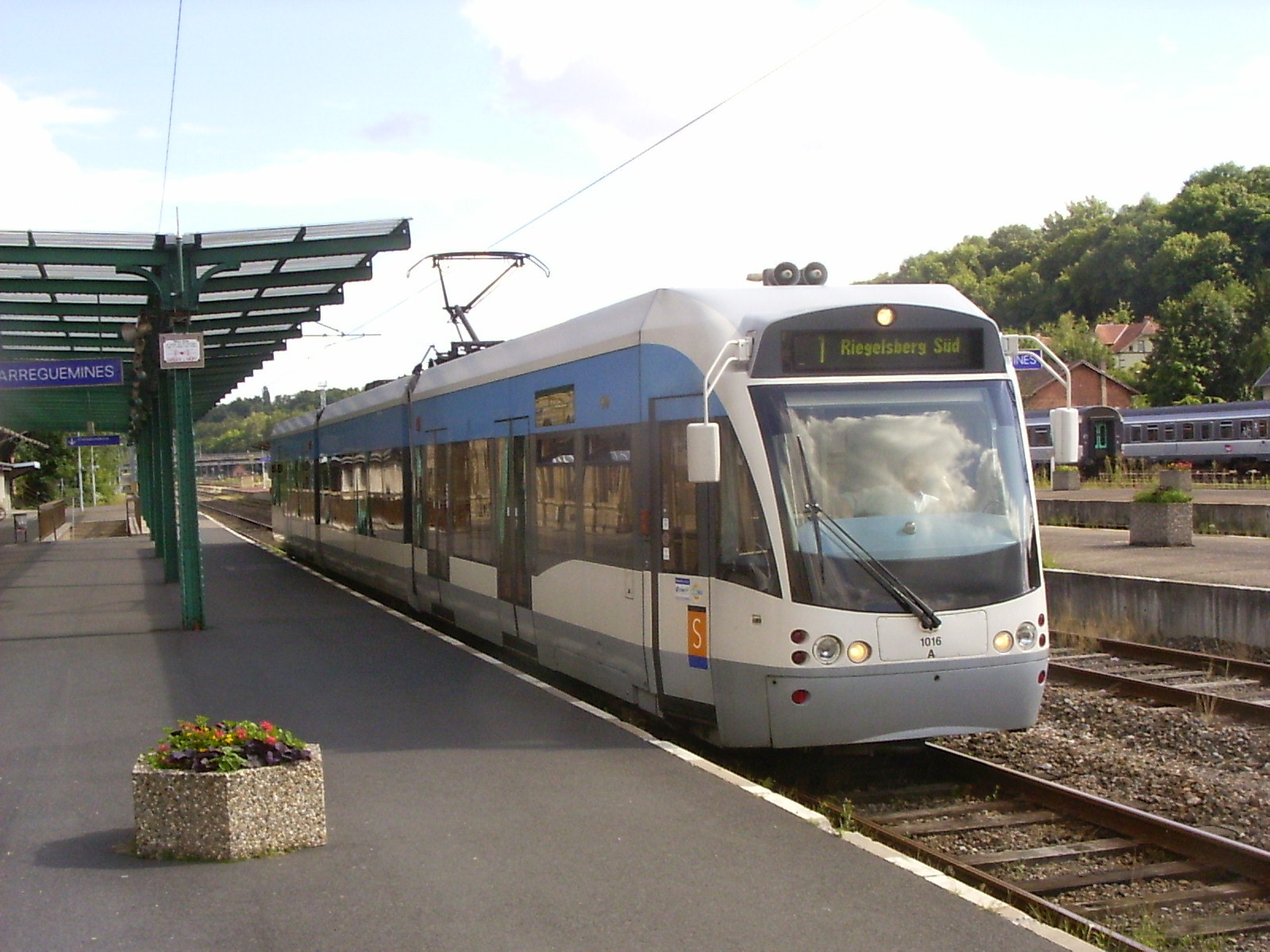
A Saarbahn Sarreguemines–ben (Franciaország)

A Saarbahn egy városi vasúthálózat Németországban.

## Története
Saarbrückenben több mint 30 évvel ezelőtt[mikor?] szűnt meg a keskenynyomközű városi villamos, a motorizáció kiszorította az utcákról. A nyolcvanas évek végére a több mint 200 000 lakost számláló tartományi fővárosban megfordult a kocka. A buszjáratok telítődtek, a környékről beáramló autóforgalom valósággal megbénította az utcai közlekedést. A város vezetése elhatározta, hogy nagy kapacitású kötöttpályás közlekedést valósít meg. Az 1991-ben hozott döntést szoros ütemterv szerinti munka követte, és 1997. október 24-én megnyílt a Saarbahnnak keresztelt városi vasút első, déli szakaszán a forgalom. A déli szakasz városi végállomása a Ludwigstraße. A megálló közvetlenül a Trier felé vezető DB-vonal mellett fekszik. Innen a pálya az egész városon keresztül Brebach elővárosig kétvágányú. A belvárosban a Johanneskirche és a főpályaudvar között csak a Saarbahn közlekedik, minden más járműforgalom ki van tiltva innen. Brebachnál van a rendszerváltó állomás, ahol a 750 V egyenáramról 15 kV, 16,7 Hz váltakozó áramra változik a villamosítási rendszer. Brebachtól Hanweilerig, amely körülbelül félút a francia területen fekvő végállomásig, a DB szakasza kétvágányú. Ezen a szakaszon a Saarbahn átvett a DB-től öt megállót, és a francia szakaszon még hármat létesítettek.
Az üzemfelvétel után hamarosan hozzáláttak az északi szárny létesítéséhez is. Riegelsbergen keresztül – ahol a helyi adottságok miatt a pálya egy rövid szakasza egyvágányú – Walpershofenig új vágányt építettek, és itt csatlakoztak a régebben üzemen kívül helyezett Köllertahlbahn Lebachig vezető szakaszához. Ezt a szakaszt felújították és villamosították, néhány új megállót létesítettek. A feszültségváltó állomás Walpershofenben létesült. A nagyobb megállókban parkolókat alakítottak ki, hogy a kötöttpálya minél vonzóbb legyen az utazóközönség számára.
Az építkezést a közművek áthelyezésével kezdték, hogy kikerüljenek a terhelési zónából, mindezt úgy, hogy közben a forgalmat fenn kellett tartani. A kilencvenes évek elején 600 000 autómenetet számoltak meg a városból ki és be. A buszjáratok telítődtek. Az új közlekedési rendszertől azt várták, hogy kezdetben napi 120 000 autómenet csökkenést eredményezzen. Átszervezték a városi közlekedést, és a buszjáratokat teljes mértékben összehangolták a Saarbahn közlekedésével. Szigorú ütemes közlekedést vezettek be, a járatok a városhoz közeledve egyre sűrűsödnek. A francia végállomásról, Sarreguemines-ből napközben óránként, csúcsidőben félóránként indulnak a vonatok. Brebachtól befelé tízpercenként közlekednek hét közben. A belvárosban, főidőben öt, egyébként hét és félpercenként közlekednek a járatok. Szombaton és vasárnap 15 perc a követési idő. A déli szárny kiszolgálásához 15 Bombardier Flexity Link járműegységet szereztek be, az északi vonalszakasz megnyitásához még 13 egységet rendeltek. A járművek gondozásához először a keleti vasúti háromszögben létesítettek két álláshelyet meg egy mosót, majd 1999-ben új járműtelepet építettek a 28 szerelvény számára, amelyek a teljes 44 km hosszú vonalat kiszolgálják. Ebből 15 km teljesen új építés, a teljes bekerülési összeg 540 millió német márka volt, fajlagosan 12,3 millió márka/km.